# Красноярский завод синтетического каучука
Красноярский завод синтетического каучука (КЗСК) — российское предприятие по выпуску бутадиен-нитрильных каучуков и бутадиен-нитрильных латексов, входит в состав компании «Сибур».

## История
История Красноярского завода синтетического каучука началась в послевоенные годы (1941-1945 гг.), когда Совет министров СССР выпустил постановление о строительстве первого в Сибири завода синтетического каучука.
Завод строился в годы восстановления всей страны — с 1948-го по 1952-й. И в августе 1952 года первое сибирское производство каучуков было введено в эксплуатацию. Как и планировалась, продукция завода использовалась в сфере военно-промышленного комплекса, нуждавшегося в особых видах каучуков, которые были бы устойчивы к агрессивным средам — бензину, маслам, растворителям и консистентным смазкам.
В 1993 году завод был преобразован в акционерное общество открытого типа «Красноярский завод синтетического каучука». А в 2001 году завод входит в состав нефтехимического холдинга СИБУР.  
В 2011 году СИБУР и одна из крупнейших мировых энергетических и химических компаний Sinopec Corp. подписали соглашение о сотрудничестве, являющееся основой для создания двух совместный предприятий по производству бутадиен-нитрильных каучуков —  в Шанхае и на площадке КЗСК в Красноярске.
В августе 2013 г. на базе Красноярского завода синтетического каучука  компания СИБУР и Sinopec создали совместное предприятие. Доля Sinopec в уставном капитале завода составляет 25% плюс одна акция, СИБУРа — 75% минус одна акция.
Сегодня Красноярский завод синтетического каучука —  единственный производитель в России высококачественных бутадиен-нитрильных каучуков и бутадиен-нитрильных латексов, пользующихся большим спросом как на внутреннем рынке, так и за рубежом.

## Собственники и руководство
В 1947—1993 году предприятие находилось в государственной собственности.
В 1993 году завод преобразован в открытое акционерное общество, акции распределили среди сотрудников и пенсионеров предприятия. В 2001 году предприятие номинально владело 51% акций ОАО «КЗСК», при этом 44% акций принадлежали частному инвестиционному фонду. В 2001 году акции, принадлежащие предприятию, были проданы нефтехимической компании «Сибур». В 2006 году «Сибур» приобрёл 95% акций ОАО «КЗСК». С 2012 года компании принадлежит 100% акций завода. В 2013 году China Petroleum and Chemical Corporation («Sinopec», Китай) и компания «Сибур» подписали соглашение о приобретении китайской компанией пакета акций (25% + 1) АО «КЗСК» и создании совместного предприятия на базе «Красноярского завода синтетического каучука».

### Директор
- Новиков Сергей Валерьевич

## Деятельность
Предприятие выпускает бутадиен-нитрильные каучуки и бутадиен-нитрильные латексы. На долю предприятия приходится 6,2 % мировых мощностей по производству БНК.
По состоянию на 2024 год на производстве освоено 80 марок каучука, в том числе порошкообразный бутадиен-нитрильный каучук. 
Выпускаемый на КЗСК бутадиен-нитрильный каучук применяется в производстве резинотехнической продукции для отраслей: авиастроения, машиностроения, автомобилестроения, станкостроения, производстве товаров народного потребления.
Бутадиен-нитрильный латекс, производимый на Красноярском заводе синтетического каучука, используется для изготовления медицинских диагностических перчаток и промышленных защитных перчаток. 

### Показатели деятельности
Текущая мощность производства каучуков БНК, СКН, ПБНК, латексов БНК — 46 000 тонн в год. С 2018 года ТР и ЭПБ предусматривают увеличение мощности на быстрых марках каучука на 5% в год. 
Поставки продукции предприятия осуществляются как на внутренний рынок, так и в страны ближнего и дальнего зарубежья, в том числе Китай, Белорусию, Узбекистан, страны Юго-Восточной Азии и Южной Америки. 